# Michael Warriner
Michael Warriner (anglès: Michael Henry Warriner)  (Chipping Norton, 3 de desembre de 1908 - Shipston-on-Stour, 7 d'abril de 1986) fou un remer anglès que va competir durant la dècada de 1920.
Warriner va néixer a Chipping Norton, Oxfordshire. Estudià a Harrow School i al Trinity College de la Universitat de Cambridge, on remà pel First Trinity Boat Club i fou membre del Pitt Club. Formant equip amb Edward Vaughan Bevan, Richard Beesly i John Lander va prendre part en els Jocs Olímpics d'Amsterdam de 1928, on guanyà la medalla d'or en la prova del quatre sense timoner del programa de rem. Amb l'equip de Cambridge, guanyà la Regata Oxford-Cambridge de 1928, 1929 i 1930. Fou membre de la tripulació que guanyà la Henley Royal Regatta a la Visitors' Challenge Cup de 1928 i la Stewards' Challenge Cup i Ladies' Challenge Plate de 1929.
El 1930 Warriner començà a treballar pel servei colonial del govern del Sudan. Tornà a Anglaterra el 1934 per treballar d'enginyer. Durant la Segona Guerra Mundial començà lluitant amb l'exèrcit indi, però posteriorment serví com a tinent coronel al cos de la Royal Engineers a Grècia i Orient Mitjà. Fou recompensat amb l'MBE el 1945. Fou Deputy Lieutenant de Warwickshire i alderman del Warwickshire County Council. El 1972 va ser president del consell.
Morí a Shipston-on-Stour, Warwickshire el 1986.